# Hannah Hurnard
Hannah Hurnard (Colchester, 1905 – Marco Island, 1990) è stata una scrittrice cristiana britannica.

## Biografia
Hurnard nacque in una famiglia di quaccheri e si diplomò al Ridgelands Bible College of Great Britain nel 1926.
Il culmine del suo cammino di fede fu a 19 anni quando giunse quasi al suicidio, disperando di incontrare quel dio che le avevano insegnato.
Fu proprio in quel momento, il più buio della sua vita, che aprendo a caso la Bibbia ebbe l'ispirazione che la sua personale missione era portare la Parola di Dio alle persone, proprio lei che soffriva di una incontenibile balbuzia.
Nel 1932, dopo un lungo periodo di lontananza dalla fede e di sofferenze, sia fisiche che spirituali, decise di mettere la sua vita al servizio di Dio. Scelse, pertanto di divenire una missionaria indipendente dall'ambiente nel quale era nata e cresciuta.
Partì a 27 anni per Haifa in Israele. Qui lavorò in una missione evangelica ai piedi del Monte Garizim, prestando servizio in un ospedale ininterrottamente per cinquant'anni. In tale periodo di tempo, effettuò numerosi viaggi missionari.

## Attività letteraria
Molto conosciuta in ambito anglosassone per il suo famosissimo scritto in forma di parabola poetica Hinds' Feet on High Places tradotto in italiano con il titolo Piedi di cerva sulle Alte Vette. In esso descrive il cammino al regno di Dio attraverso l'ispirazione del Cantico dei Cantici.
Le opere letterarie narrano l'esperienza umana della paura, della tristezza e di qualsiasi difficoltà, impersonate da Timorosa, una pastorella al servizio del pastore, o Re delle alte vette dell'amore, e la loro trasformazione in una esistenza in cui esse vengono mutate in dono.
I suoi primi libri furono ben accolti in tutte le correnti e i movimenti cristiani incluso il cattolicesimo. Nei testi più tardivi, si nota uno scostamento molto marcato dalla dottrina universalmente accettata in ambito cristiano attuale. Nei suoi scritti introdusse infatti elementi panteistici, universalistici e gnostici a causa dei quali fu denigrata in ambito ufficiale.